# Bloemendaal (voormalige gemeente)
Bloemendaal bij Gouda is een voormalige heerlijkheid van de stad Gouda, die in 1798 een zelfstandige gemeente werd.

## Historie
Bloemendaal ligt in de Polder Bloemendaal aan de oostzijde van de Gouwe. Dit gebied werd vanaf 1100 ontgonnen. De eerste parochiekerk van Gouda (de voorloper van de St. Janskerk) heeft in Bloemendaal gestaan en fungeerde tot 1278 als parochiekerk voor de hele streek. De kerk en het daarbij behorende kerkhof raakte echter in verval, na de opkomst van Gouda als stad. Vermoedelijk zal de kerk in de vijftiende eeuw zijn afgebroken. De naam Blommendale werd voor het eerst in 1298 vermeld. De bebouwing van Bloemdaal concentreerde zich langs de Bloemendaalse weg (de Kleiweg), waaraan vooral boerderijen waren gelegen. Gouda heeft in de loop der tijd steeds geprobeerd Bloemendaal onder de invloedssfeer van de stad te brengen, of liever nog te annexeren. In 1798 werd de heerlijkheid Bloemendaal echter een zelfstandige gemeente, maar in 1811 (samen met Broek, Thuil, 't Weegje en Broekhuizen) bij Gouda gevoegd. Na vijf jaar - in 1816 - vond er alweer een ontkoppeling plaats en vormden de vijf voormalige heerlijkheden één zelfstandige gemeente Broek, Thuil en 't Weegje, ook Broek c.a. genoemd. In 1870 werd deze gemeente samengevoegd met Noord- en Zuid-Waddinxveen tot de nieuwe gemeente Waddinxveen. Uiteindelijk lukte het Gouda toch nog om (een deel van) Bloemendaal in 1964 te annexeren. De in dit gebied gerealiseerde gelijknamige nieuwbouwwijk "Bloemendaal' betekende enerzijds voor Gouda een geweldig financieel probleem (het 'Gat van Bloemendaal'), maar anderzijds ook het begin van een sociaal-economische opleving. Een deel van de oorspronkelijke bebouwing aan de Bloemendaalseweg bleef gespaard. Zij vormen de 'Goudse Hofsteden', waar diverse culturele en maatschappelijke activiteiten zijn gehuisvest.

## Hofje in Bloemdaal
Rond 1650 stichtte ene Dirk Claesz Cour uit Stolwijk op een perceel grond aan de Bloemdaalse Kleiweg even voorbij het Bloemdaals verlaat vijf woningen ('het hofje van Koer') voor armen. Deze stichting heeft tot na 1811 bestaan.

## Huidige ligging
De A12 doorsnijdt het gebied van de voormalige gemeente Bloemendaal. Het zuidelijk deel behoort nu bij Gouda en het noordelijk deel (ook wel bekend als "De Kop van Bloemendaal") bij Waddinxveen. De Bloemendaalseweg loopt onder de A12 door (van de Ridder van Catsweg in Gouda tot de Zwarteweg in Waddinxveen).